# 91 Егина
91 Егина (енгл. 91 Aegina) је астероид главног астероидног појаса са пречником од приближно 109,81 km.
Афел астероида је на удаљености од 2,866 астрономских јединица (АЈ) од Сунца, а перихел на 2,314 АЈ. 
Ексцентрицитет орбите износи 0,106, инклинација (нагиб) орбите у односу на раван еклиптике 2,108 степени, а орбитални период износи 1522,870 дана (4,169 године). 
Апсолутна магнитуда астероида је 8,84 а геометријски албедо 0,042.
Астероид је откривен 4. новембра 1866. године.